# Rękopis zielonogórski

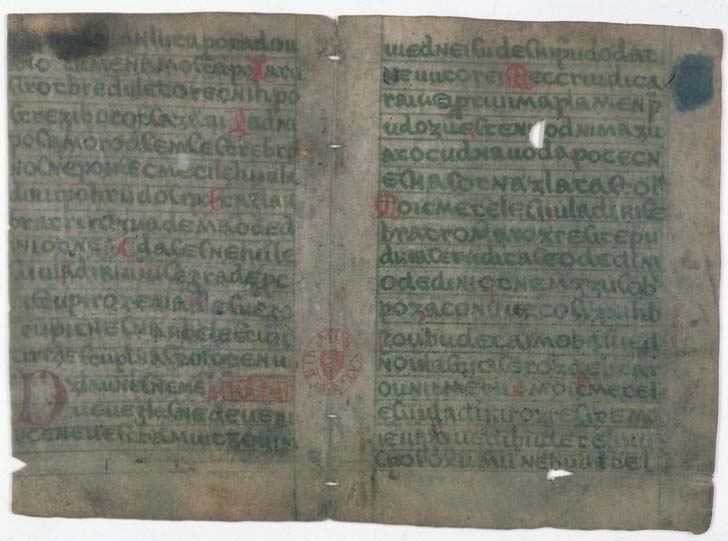
Karta z Rękopisu zielonogórskiego

Rękopis zielonogórski (cz. Rukopis zelenohorský) – rzekomy rękopis dotyczący najstarszych dziejów Czech, w rzeczywistości XIX-wieczna mistyfikacja Václava Hanki i Josefa Lindy.
Pochodzący rzekomo z IX wieku rękopis miał zostać odnaleziony pod koniec 1818 roku na zamku Zelená Hora koło Nepomuka. Został opublikowany drukiem w 1822 roku.
Rękopis składa się z czterech kart o wymiarach 22,4×18,0 cm. Zawiera dwa utwory pisane wierszem: 19-wersowy Sejm i 121-wersowy Sąd Libuszy.
Rękopis zielonogórski, wraz z innymi znanym fałszerstwem, rękopisem królowodworskim, stał się wielkim wydarzeniem w ówczesnych Czechach i innych krajach słowiańskich, przyczyniając się do budzenia świadomości narodowej. W drugiej połowie XIX wieku badacze wykazali fałszerstwo obu rękopisów, które okazały się zręczną mistyfikacją Václava Hanki i Josefa Lindy. Zasługi w odkryciu mistyfikacji miał m.in. Tomáš Garrigue Masaryk, historyk literatury, a także zasłużony działacz niepodległościowy i późniejszy prezydent Czech.